# Madagascar ai XXIII Giochi olimpici invernali
Il Madagascar ha partecipato ai XXIII Giochi olimpici invernali, che si sono svolti dal 9 al 28 febbraio 2018 a PyeongChang in Corea del Sud, con una delegazione composta da 1 atleta.

## Sci alpino
Il Madagascar ha schierato nello sci alpino Mialitiana Clerc.
| Atleta           | Evento          | Run 1   | Run 1  | Run 2   | Run 2  | Totale  | Totale |
| Atleta           | Evento          | Tempo   | Posiz. | Tempo   | Posiz. | Tempo   | Posiz. |
| ---------------- | --------------- | ------- | ------ | ------- | ------ | ------- | ------ |
| Mialitiana Clerc | Slalom gigante  | 1:21.82 | 55     | 1:17.18 | 42     | 2:39.00 | 48     |
| Mialitiana Clerc | Slalom speciale | 1:01.24 | 53     | 59.03   | 48     | 2:00.27 | 47     |